# Omara Portuondo
Omara Portuondo (l'Havana, 29 d'octubre de 1930) és una cantant cubana de son cubà i de boleros, a més de ser una de les més grans representants del corrent anomenat Feeling. És coneguda com «La diva del Bona Vista Social Club» o «La novia del filin».

## Trajectòria artística

### Primers anys
La seva mare pertanyia a una il·lustre família cubana d'ascendència espanyola i s'esperava d'ella un casament que la unís a d'altres famílies de l'alta societat, però es va escapar amb l'home a qui estimava, un jugador de beisbol de la selecció nacional. El matrimoni va tenir tres filles i va ser molt aficionat a la música i la dansa. Omara, que va néixer al barri de Cayo Hueso de l'Havana, recorda les seves cançons, inclosa entre les seves favorites La bayamesa, d'Ernesto Grenet i Sindo Garay (també cantada per Compay Segundo al Bona Vista Social Club). Aquestes van ser les seves primeres lliçons informals de cant, i aquestes cançons van passar a formar part del seu repertori de tota la vida.

Quan la seva germana Haydée es va convertir en ballarina del famós cabaret Tropicana, Omara aviat la va seguir, per accident: la companyia de dansa es va veure reduïda un dia de 1945 quan una ballarina es va retirar dos dies abans d'una important estrena. Omara havia vist assajar la seva germana tan sovint, que se sabia tots els passos, així que li van demanar que ocupés el lloc que havia quedat lliure.
| «                 | Era un cabaret molt "chic", però vaig dir que era inadmissible. Era molt tímida i em feia vergonya ensenyar les cames. | » |
| — Omara Portuondo | |   |

Però la seva mare la va convèncer en dir-li que no podia defraudar-los; així va començar una carrera com a ballarina, formant una parella famosa amb el ballarí Rolando Espinosa. Seguí actuant al Tropicana fins a una edat molt avançada.

### La novia del«feeling»
Els caps de setmana Omara i Haydée cantaven estàndards de jazz amb alguns amics: César Portillo de la Luz, José Antonio Méndez i el pianista Frank Emilio Flynn. El grup es feia anomenar Loquibambla Swing, i l'estil que tocaven era una musica amb influències del jazz que després es va conèixer com a feeling –castellanitzat, «filin». En el seu debut de ràdio, Omara va ser anunciada amb el nom d'Omara Brown, «La novia del filin». Aquest nom artístic aviat va ser oblidat, però no pas la definició que l'acompanyava: un estil en què confluïen el bolero i el jazz.
El 1950 va ser integrant de l'Orquestra Anacaona, i cap a 1952 Omara i la seva germana Haydée Portuondo formaven un quartet vocal femení amb Elena Burke i Moraima Secada, liderat per la pianista Aída Diestro. Es van convertir en un dels quartets vocals més importants de la música cubana, el Quartet Las d'Aida, i Omara hi va romandre durant 15 anys, encara que la formació original només va gravar un àlbum per RCA Víctor el 1957. Van fer moltes gires per Amèrica amb innovadors arranjaments vocals d'Aída; van tenir oportunitat de compartir escenaris amb Édith Piaf, Pedro Vargas, Rita Montaner, Bola de Nieve i Benny Moré i també van fer d'acompanyants de Nat King Cole quan aquest es va presentar al Tropicana.

### La seva carrera en solitari

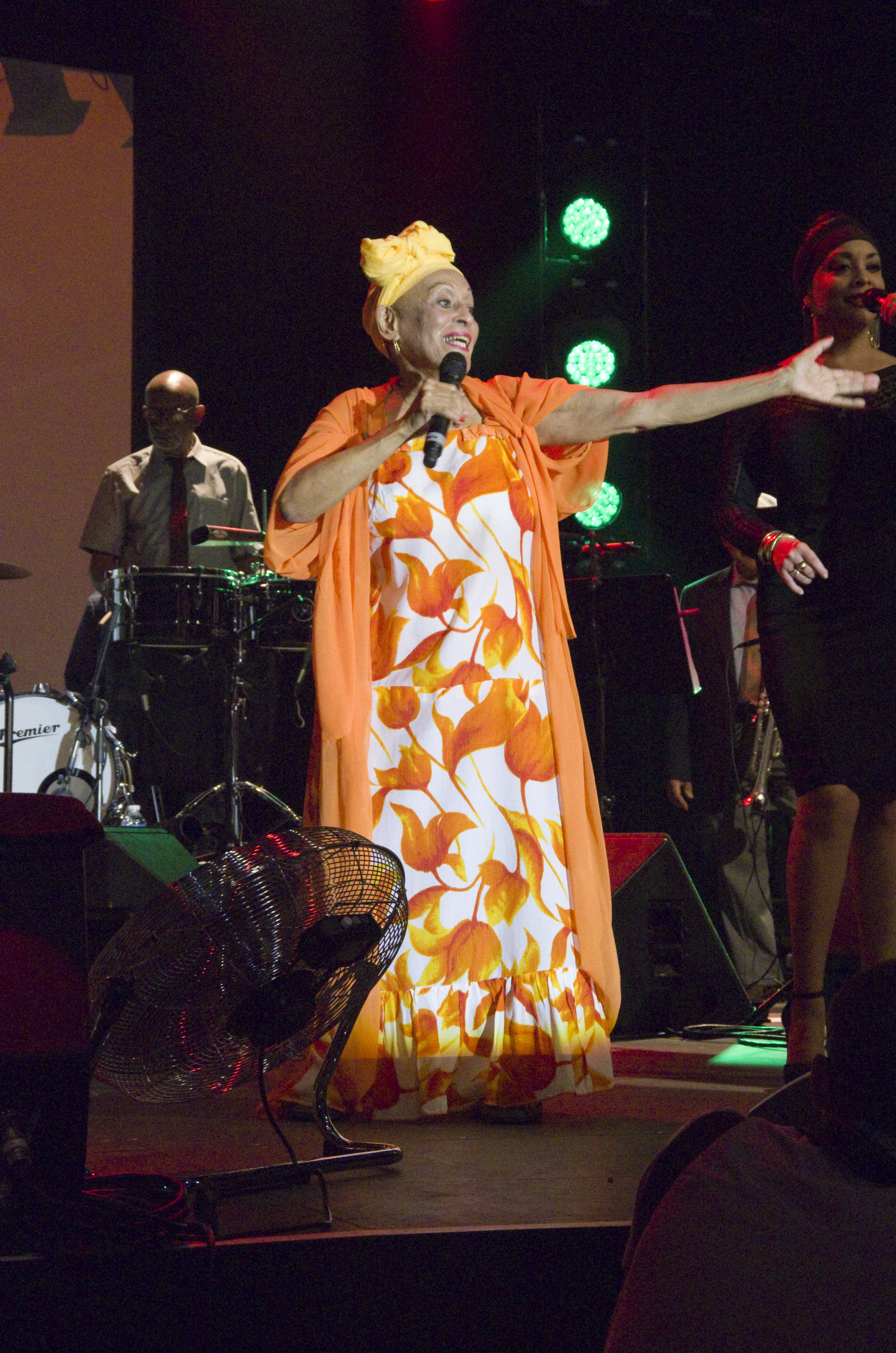
Omara Portuondo en Concert.

Va debutar en solitari amb l'àlbum Màgia negra, aparegut el 1959, en el qual creua música cubana i jazz i inclou versions de That Old Black Magic i Caravan, de Duke Ellington. Després va seguir amb Las de Aída fins al 1967, any en què va començar a dedicar-se finalment a la seva carrera en solitari, actuant a Cuba i en alguns festivals de l'exterior representant el país.
En els anys 70 va cantar amb l'Orquesta Aragón i va viatjar extensament, actuant en diversos països com França, Japó, Bèlgica, Finlàndia i Suècia. Portuondo va realitzar molts enregistraments al llarg de les dues dècades següents; però potser el millor va ser l'àlbum que va gravar amb Adalberto Álvarez el 1984 i dos àlbums realitzats per al segell espanyol Nubenegra: Palabras i Desafíos.
El director cubà Fernando Pérez Valdés va fer un documental sobre la cantant titulat Omara, el 1983.

### Els nous temps
El projecte del Buena Vista Social Club, en què Omara Portuondo va estar des del primer moment, va néixer gràcies a un disc gravat a mitjans de la dècada dels anys 90 pels músics Juan de Marcos González i Ry Cooder, amb tot de noms mítics de la música cubana i llatina. Aquest duo va donar al disc el nom del llegendari club Buena Vista, que havia existit a L'Havana fins als anys seixanta, i es presentà a Amsterdam el 1998. Wim Wenders enregistrà la presentació i un segon concert al Carnegie Hall, de Nova York, i en feu un documental que assolí un gran èxit i divulgà la música d'aquests músics cubans.
L'any 2000 World Circuit va llançar Buena Vista Social Club presenta... Omara Portuondo, el tercer disc d'aquest conjunt que va comptar amb la participació de músics com Rubén González, Orlando Cachaíto López, Manuel Guajiro Mirabal i Jesús "Aguaje" Ramos, i a més aparicions d'artistes convidats com Elíades Ochoa, Compay Segundo, Manuel Garban i Ibrahim Ferrer.
L'àlbum, acollit amb grans elogis per la crítica, va conduir Omara a una gira mundial el 2000-2001 amb els seus companys del Buena Vista, Rubén González i Ibrahim Ferrer.
El 2002 va fer una llarga gira internacional en solitari, amb moltes fites a Amèrica del Nord i Europa. A la tardor del mateix any va participar en el Festival de Jazz al Japó. El 2003 fa una gira pel Canadà i els Estats Units.

### El present
Al setembre del 2003 grava als estudis de l'EGREM el que serà el seu segon disc en solitari produït per World Circuit.
L'àlbum Flor d'amor marca un canvi de direcció i els músics cubans, combinats amb una selecció de músics brasilers, donen al disc un so diferent.
Al 2007 va formar part del Barcelona Big Latin Ensemble, una reunió d’all-stars del jazz llatí relacionades amb Barcelona, un projecte nascut gràcies a La Casa de la Música Popular de Mataró, el festival Mataró Cruïlla de Cultures i el pianista i compositor Ramon Escalé. Es presentà al Festival Grec de 2007.
El 5 de novembre del 2009 va guanyar el Premi Grammy Llatí en la categoria de Millor Àlbum Tropical Contemporani, amb Gràcies, però el rellevant és que es converteix en la primera artista cubana resident al seu país a guanyar aquest prestigiós guardó i a recollir-lo amb les seves pròpies mans. En aquest disc, Omara Portuondo fa un recorregut pels seus 60 anys de carrera artística, amb participacions especials del cubà Pablo Milanès, l'uruguaià Jorge Drexler i el brasiler Chico Buarque.
El 2010 va gravar un tema per a la versió espanyola de la pel·lícula The Princess and the Frog, traduïda com Tiana i el gripau, de Walt Disney, interpretant una cançó de l'anciana Mama Odie: Dig a Little Deeper; no obstant això, per a la banda sonora de la versió per a Llatinoamèrica, titulada La princesa i el gripau, no en va enregistrar cap.
Ha actuat moltes vegades a Catalunya, tant al Festival Grec i a l'Auditori, a la ciutat de Barcelona, com als festivals de la Porta Ferrada, de Sant Feliu de Guíxols, del Cruïlla de Cultures de Mataró, Festival d'Estiu de Tarragona, Temporada Alta de Girona o Peralada, per exemple.

## Discografia
| - 1958: Màgia negra - 1966: Como un milagro, amb J. Márquez i la seva banda - 1967: Esta es Omara Portuondo - 1967: Omara Portuondo - 1974: Omara Portuondo y Martín Rojas (gravat a Finlàndia). - 1981: Y tal vez - 1983: Omara Portuondo - 1984: Jorrín, amb Tito Bermúdez, Omara i Farah - 1984: Omara Portuondo canta el son - 1991: Sóc cubana - 1995: Pensamientos Vegeu-ne la portada - 1995: Omara Portuondo, amb Adalberto Álvarez - 1995: Quartet Las de Aída (reedició d'un LP de 1957). - 1995: Palabras (gravat a Espanya). - 1996: Amigas, amb Moraima Assecada i Elena Burke - 1997: La novia del feeling - 1997: Desafíos, amb Chucho Valdés (de Irakere). - 2000: Buena Vista Social Club presenta: Omara Portuondo (WCD059). - 2000: Omara Portuondo - La colección cubana - 2000: Veinte años, conté el tema Quizás, quizás, quizás (Edenways). - 2004: Flor de amor, conté el tema Amor de mis amores, . (Harmonia Mundi). - 2005: Lágrimas negras, cançons i boleros - 2007: Duets - 2007: Singles - 2008: Gracias - 2008: Omara Portuondo e Maria Bethania - 2008: Omara Portuondo e Maria Bethania ao vivo (DVD). - 2009: Gracias - 2018: Omara Siempre (Egrem) - 1977: 2. Helsingin laulufestivaali | - 1994: Anticipo flamenco, Patita negra - 1995: A María Teresa Vera, col·lectiu en homenatge a l'autora cubana. - Jackeline Castellanos etc. (gravat a Espanya). - 1995: Marcelino Guerra "Rapindey" (gravat a Espanya). - 1996: Havana nights, amb Juana Bacallao, Caridad Hierrezuelo... - 1997: Cómo es posible, Yohiro Hiroishi - 1997: Cuba! Cuba! light, amb Los Van Van, Irakere, Álvarez. - 1997: Buena Vista Social Club (World Circuit WCD050). - 1997: Buena Vista Social Club presents Ibrahim Ferrer (WCD055). - 1999: Richard Egües & Friends - 1999: Havana Cafè, de Barbarito Torres - 1999: La charanga eterna, de l'Orquesta Aragón - 1999: Distinto diferente, Afro Cuban All Stars - 2004: Eso, Alejandro Sanz - 2005: Cuba le canta a Serrat, homenatge a Joan Manuel Serrat, canta Por dignidad - 2006: Rhythms del mundo, canta «Killing em softly» (interpretat abans per Roberta Flack i per Fugees) i el tema extra Casablanca (As Time Goes by) a duo amb Ibrahim Ferrer. - 2008: Buena Vista Social Club at Carnegie Hall - 2007: Ibrahim Ferrer: Mi sueño - 2009: Harold López-Nussa-Herencia - 2009: Maison Maravilla de Joe Barbieri - 2010: Tiana i el gripau (banda de so de Disney). - 2010: Tucson-Habana, d'Amparo Sánchez - 2010: Señoras: Ellas cantan a Serrat - 2016: Última Pieza de Pedro Aznar - 2017: "Tu me acostumbraste", de Natalia Lafourcade (en mans de los Macorinos) en el disc Musas - 2017: "Échame a mi la culpa", amb Julio Iglesias en el disc México & Amigos - 2019: "Yolanda", amb Haydée Milanés en el disc Amor Deluxe - 2019: "La Soledad", amb Haydée Milanés en el disc Amor Deluxe |

## Premis i distincions
- 1970 Festival de la Canción de Varadero
- 1981 Premi Mi canto a la ciudad
- 1981 Girasol de la Popularidad (Revista Ospina).
- 1984 Premi de l'Ajuntament de Saint Bois (França).
- 1987 Segundo Encuentro Latinoamericano de la Nueva Canción
- 1988 Medalla Alejo Carpentier
- 1990 Premi a Espanya per l'espectacle Noche cubana
- 2002 Orde Félix Varela (Cuba).
- 2009 Grammy Llatí en la categoria de Millor Àlbum de Música Tropical per Gràcies
- 2011 Premi del Gran Teatre de l'Havana 2011[8]
- 2019 Premi a l'excel·lència musical de l'Acadèmia Llatina de l'Enregistrament
- 2019l Medalla d'Or al Mèrit en les Belles Arts.[9]